# Bombia protuberans
Bombia protuberans är en fjärilsart som beskrevs av W. Warren 1906. Bombia protuberans ingår i släktet Bombia och familjen mätare. Inga underarter finns listade i Catalogue of Life.